# Bram Eldering
Bram Eldering (Groningen, Països Baixos, 1865 - [...?]) fou un violinista holandès.
Es formà musicalment sota del mestre Poortmann, en la seva ciutat natal, i posteriorment a Brussel·les i a Berlín amb els professors Hubay i Joachim respectivament. Fou professor del Conservatori de Budapest i solista del quartet Hubay-Popper. Després d'haver treballat durant algun temps com a director d'orquestra en la Filharmònica de Berlín entrà en la Meininger Hof Kapelle, de la que formà part, amb gran èxit, fins al 1903.
Va viure a Colònia fins a la seva mort, on va ser professor del Conservatori, tenint entre altres alumnes, els que més tard serien grans violinistes Arthur Oróbio de Castro, Adolf Busch i, en Siegfried Borries.